# Partecipazione di controllo
La nozione di partecipazione di controllo si rinviene nell’ambito dei principi contabili internazionali, gli International Accounting Standards (IAS) e International Financial Reporting Standards (IFRS), dall’ottica prevalentemente economica, ed entro i confini dell'ordinamento italiano, nel codice civile e nel d.lgs. 127/1991, dall’orizzonte maggiormente legale.

## Principi contabili internazionali
L’IFRS 10, emanato ai fini della redazione del bilancio consolidato, statuisce che un investitore controlla un’entità oggetto di investimento se e solo se sono soddisfatti tutti i seguenti requisiti.
Potere sull’entità oggetto di investimento. Nello stabilire se detiene o meno potere, un investitore deve limitarsi a prendere in esame i diritti sostanziali, ossia quelli attraverso i quali vengono assunte, nell’oggetto di investimento, le decisioni inerenti alle attività rilevanti. A titolo esemplificativo, tra queste ultime si includono la vendita e l’acquisto di beni e servizi, la selezione, acquisizione o dismissione di attività, la ricerca e sviluppo di nuovi prodotti o processi, il finanziamento. Al contrario, i diritti di protezione, che sono istituiti con il fine di tutelare gli interessi del titolare (ad esempio, i contratti di franchising), non implicano potere, perché non impediscono che un altro investitore detenga il controllo. Tornando ai diritti sostanziali, tra quelli che, singolarmente o congiuntamente, possono conferire potere ad un investitore si annoverano:
- diritti di voto nella partecipata; in particolare, si ritiene che l’investitore abbia potere sull’oggetto di investimento:
  - se detiene la maggioranza dei voti e le attività rilevanti, così come la nomina degli amministratori, sono gestite tramite il voto; in caso contrario, i diritti in questione non sono sostanziali ed egli non vanta potere pur contando sulla maggioranza dei voti;
  - se, pur non detenendo la maggioranza dei voti, può vantare accordi contrattuali con altri titolari di diritti di voto e le attività rilevanti sono gestite attraverso quegli accordi contrattuali, oppure la sua quota è rilevante considerato l’azionariato diffuso, o, ancora, gode di diritti di voto potenziali;
- diritti di nomina o destituzione di dirigenti della partecipata aventi responsabilità strategiche e la capacità di condurre le attività rilevanti;
- diritti di nomina o destituzione di un'altra entità che conduce le attività rilevanti;
- diritti di direzionare la partecipata verso operazioni vantaggiose per l’investitore o di vietarne modifiche.

Per di più, quand’anche tali fattori non fossero in grado di soddisfare il criterio del potere di per sé, potrebbero essere considerati unitamente ad altri, quali barriere che impediscono al titolare l’esercizio dei propri diritti, il fatto che esista un meccanismo che agevola l’esercizio del potere da più parti, diritti esercitabili nell’ambito delle decisioni inerenti alle attività rilevanti.
Esposizione o diritto a rendimenti variabili derivanti dal rapporto con l’entità oggetto di investimento. I rendimenti risultano variabili nella misura in cui siano non prestabiliti e suscettibili di variazioni legate ai risultati economici conseguiti dalla partecipata; non è rilevante, ai fini della determinazione del controllo, che essi siano positivi o negativi. Tipici esempi sono dati dai dividendi, da altri benefici economici distribuiti dalla partecipata, dai mutamenti nel valore dell’investimento, dai compensi per la gestione di attività o passività, dall’esposizione al rischio di perdita derivante dal sostegno creditizio o in termini di liquidità.
Capacità di esercitare il potere sull’entità oggetto di investimento tanto da incidere sull’ammontare dei suoi rendimenti. In prima battuta, l’investitore è chiamato a determinare se sia un principale o un agente. Egli opera in qualità di agente e quindi non controlla la partecipata, se esercita la propria autorità decisionale per conto di un altro soggetto (principale). Più nello specifico, l’investitore considera tutti i seguenti elementi: a) ambito della propria autorità decisionale; b) diritti detenuti da altre parti; c) remunerazioni che gli spettano; d) esposizione ai rendimenti da altre partecipazioni nell’oggetto di investimento. Inoltre, egli deve anche stabilire se un'altra entità con diritti di assumere decisioni agisce nella veste di suo agente.

## Ordinamento italiano
Nell'ordinamento italiano, una prima definizione di controllo è fornita dall’articolo 2359, comma primo, del codice civile, il quale ne disciplina diversi tipi:
1. di diritto, quando l’impresa gode in un'altra società della maggioranza dei voti esercitabili nell’assemblea ordinaria
2. di fatto, quando l’impresa vanta in un'altra società voti a sufficienza per esercitare un’influenza dominante nell’assemblea ordinaria
3. contrattuale, quando l’impresa può esercitare in un'altra società un’influenza dominante in virtù di particolari vincoli contrattuali.

Parallelamente, l’articolo 26 del d.lgs. 127/1991 stabilisce che, oltre ai casi di cui all’articolo 2359, comma primo, punti 1 e 2, del codice civile, sono comprese tra le imprese aventi controllo in un'altra società quelle che: esercitano un’influenza dominante, a seguito di un contratto o di una clausola statutaria consentiti dalla legge; controllano da sole la maggioranza dei diritti di voto, in virtù di accordi con altri soci.
In sintesi, il controllo, in una prospettiva prettamente giuridica, si estrinseca nella possibilità di determinare la volontà dell’assemblea dei soci.